# Ingo Niermann
Ingo Niermann (* 1969 in Bielefeld) ist ein deutscher Schriftsteller, Journalist und Künstler.

## Leben und Wirken
Ingo Niermann studierte Philosophie und debütierte 2001 mit dem Roman Der Effekt. 1999 hatte er zum Band Mesopotamia (Hrsg. Christian Kracht) eine Erzählung beigetragen. 2003 erschien Minusvisionen, eine Chronik gescheiterter Unternehmensgründungen, 2006 Umbauland. Letzteres umfasst zehn „provokante“ Vorschläge zur radikalen Reform Deutschlands, unter anderem eine Nuklearbewaffnung, sowie die Forderung nach einer Bodenreform durch landwirtschaftlichen Anbau in Schrebergartenkolonien.
2010 erschien der Roman Deutscher Sohn, geschrieben zusammen mit Alexander Wallasch, über einen bei einem Anschlag in Afghanistan verletzten Bundeswehrsoldaten.
Niermann arbeitete als freier Autor für die Süddeutsche Zeitung und die Frankfurter Allgemeine Sonntagszeitung. 2004 war er einer der Kuratoren der Ausstellung Atomkrieg im Kunsthaus Dresden. 2007 begann die Realisierung des Projekts Große Pyramide, das Niermann in seinem Buch Umbauland umrissen hatte. Im September kam es auf einem Acker bei Streetz/Sachsen-Anhalt zur symbolischen Grundsteinlegung. Die Idee des Pyramidenbaus nimmt Niermann in abgeänderter Form in seinem mit Erik Niedling produzierten Dokumentarfilm The Future of Art (2010) wieder auf.
Seit 2008 ist Niermann als Herausgeber für die Solution-Reihe tätig, die bei Sternberg Press erscheint. 2013 gründete er gemeinsam mit Mathias Gatza und Henriette Gallus Fiktion, ein von der Kulturstiftung des Bundes gefördertes Modellprojekt, das die sich durch die Digitalisierung eröffnenden Chancen für die Wahrnehmung und Verbreitung anspruchsvoller Literatur weiterzuentwickeln sucht.
Seit 2016 arbeitet Niermann mit der Filmemacherin Alexa Karolinski zusammen. Ihr gemeinsamer Film Army of Love hatte auf der 9. Berlin Biennale Premiere und wurde seitdem in Ausstellungen im Centre Pompidou, MACBA, Castello di Rivoli sowie im CCCB und auf der Wiesbaden Biennale gezeigt. Ihr zweiter Film Oceano de Amor (2020) war Teil einer dreimonatigen Ausstellung in der Londoner Galerie Auto Italia.

## Veröffentlichungen
- Der Effekt (Roman), Berlin Verlag, Berlin, 2001
- Minusvisionen, Suhrkamp Verlag, Frankfurt/Main, 2003
- Atomkrieg (Ausstellungskatalog; mit Antje Majewski), Lukas & Sternberg, Berlin und New York, 2004
- Umbauland, Suhrkamp Verlag, Frankfurt/Main, 2006
- Metan (mit Christian Kracht), Rogner & Bernhard, Berlin, 2007
- Breites Wissen. Die seltsame Welt der Drogen und ihrer Nutzer (mit Adriano Sack), Eichborn Verlag, Frankfurt/Main, 2007
- Ich allein, SuKuLTuR, 2008 (= „Schöner Lesen“ Nr. 74)
- China ruft dich, Rogner & Bernhard, Berlin, 2008
- Solution 9. The Great Pyramid (herausgegeben mit Jens Thiel), Sternberg Press, 2008
- Solution 1–10: Umbauland [erweitert and übersetzt], Sternberg Press, 2009
- Deutscher Sohn (mit Alexander Wallasch), Blumenbar Verlag, Berlin 2010, ISBN 978-3-936738-75-9
- Solution 186–195: Dubai Democracy, Sternberg Press, 2010
- Solution 247–261: Love (ed.), Sternberg Press, 2013
- Breites Wissen nachgelegt. Die seltsame Welt der Drogen und ihrer Nutzer (mit Adriano Sack), Rogner & Bernhard, 2015
- Solution 264–274: Drill Nation, Sternberg Press, 2015
- mit Nils Schumann, Erik Niedling: Lebenstempo. In Alltag und Sport den eigenen Rhythmus finden. Herder, Freiburg im Breisgau 2016, ISBN 978-3-451-34995-9.
- Solution 257: Complete Love (Roman), Sternberg Press, 2016
- Solution 275–294: Communists Anonymous, Sternberg Press, 2017
- Burial of the White Man (mit Erik Niedling), Sternberg Press, 2019
- Solution 295–304: Mare Amoris Sternberg, Press, 2019
- Zehntausend Jahre (Erzählung), in Christian Kracht (Hg.), Mesopotamia, DVA, Stuttgart, 1999
- Deutschemalereizweitausenddrei, mit Nicolaus Schafhausen, Lukas & Sternberg, Berlin, 2003, ISBN 0-9726806-0-8
- On my own, in: The Blind Pavilion von Olafur Eliasson, Hatje Cantz, Ostfildern, 2004, ISBN 3-7757-1377-8
- Die Zukunft der Literatur, in: BELLA triste Nr. 13, Hildesheim 2005
- Der Geist von Amerika (Erzählung/Reportage), in/mit Christian Kracht, New Wave, Kiepenheuer & Witsch, Köln, 2007
- Una Piramide per Sempre, in: Abitare, Mailand, 2008
- Erik Niedling / Formation, Hatje Cantz, Ostfildern, 2008
- Real Estate Porn, in: Superhumanity: Design of the Self, e-flux und The University of Minnesota Press, 2018
- This Home Will Make You Happy, in: Our Happy Life, Sternberg Press, Berlin, 2019
- Essen steuern, in: Future Food. Essen für die Welt von Morgen, Wallstein Verlag, Göttingen, 2020
- Auto Science Fiction, in: The Wild Book of Inventions, Sternberg Press, Berlin, 2020